# فاطمیه (خوسف)
فاطمیه یک روستا در ایران است که در شهرستان خوسف واقع شده‌است.